# Vittskövle slot
Vittskövle (før 1658 dansk: Vidskøvle slot) er et slot i Gärds herred i det østlige Skåne. Slottet ligger cirka 20 km syd for Kristianstad ved Hanøbugten. Slottet er et af de bedst bevarede renæssanceslotte i Norden.
Stedet er første gang nævnt i 1200-tallet som Egeside. I 1300-tallet kom gården under Braheslægten.
Jens Brahe begyndte i 1553 at opføre det nuværende slot lidt syd for Egeside. Slottet er opført som en firlænget forsvarsborg med flere kanoner og store hjørnetårne omgivet af brede voldgrave. I slutningen af 1500-tallet arvede Christian Barnekow slottet. Efter Roskildefreden sluttede Barnekowslægten sig til svenskerne.
Den nuværende slotshave er anlagt af arkitekten Adolf Fredrik Barnekow i sidste halvdel af 1700-tallet. Øst for Vittskövle slot ligger Vittskövle kirke fra 1200-tallet.